# شهرستان تیانلین
تیانلین (به لاتین: Tianlin County) یک شهرستان در جمهوری خلق چین است که در بایسه واقع شده‌است.

## خصوصیات
تیانلین ۵٬۵۷۷ کیلومترمربع مساحت و ۲۴۵٬۰۰۰ نفر جمعیت دارد.